# Медаль «За труды по устройству крестьян в Царстве Польском»
«За труды по устройству крестьян в Царстве Польском» — медаль Российской империи, учреждённая в связи с проведением крестьянской реформы в царстве Польском и предназначенная для поощрения чиновников, работавших над её проведением. У медали было два варианта — золотой и серебряный, для награждения разных групп лиц. Всего отчеканено 650 серебряных и 100 золотых медалей. Медаль носили на Александровской ленте, впоследствии право на ношение медали было сделано наследственным.

## Основные сведения
Медаль «За труды по устройству крестьян в Царстве Польском» учреждена 8 декабря 1865 года по повелению императора Александра II в ознаменование проведения крестьянской реформы в царстве Польском. Повеление было сообщено министру финансов М. Х. Рейтерну членом Комитета по делам царства Польского П. П. Гагариным. По указу императора от 19 февраля 1866 года, данному Правительствующему сенату, устанавливался порядок награждения. Награждались этой медалью чиновники, работавшие над проведением реформы.
С проведением крестьянской реформы было связано ещё несколько наград. Чиновников, участвовавших в преобразованиях, происходивших в Российской империи за пределами царства Польского награждали медалями «За труды по освобождению крестьян», «За труды по устройству военно-заводского населения» и «За труды по устройству удельных крестьян». Для Александра II была учреждена персональная медаль «19 февраля 1861 года».

## Порядок награждения
Золотыми медалями награждались:
- Лица, чей прямой задачей была разработка и рассмотрение проектов указа 19 февраля 1864 года об устройстве крестьян в царстве Польском;
- Чиновники не ниже IV класса, разрабатывавшие и претворявшие в жизнь указы от 19 февраля 1864 года об устройстве крестьян в царстве Польском;
- Председатели и члены учреждений, отвечающих за вопросы, связанные с крестьянством в царстве Польском: учредительного комитета, центральной комиссии по крестьянским делам, ликвидационной комиссии, а также генеральный полицмейстер и его помощник, начальники военных отделов в царстве Польском.

Серебряными медалями награждались:
- Председатели и комиссары комиссий по крестьянским делам, военно-полицейские уездные и участковые начальники;
- Чиновники от V до VIII класса, работавшие в канцеляриях учредительного комитета, в ликвидационной комиссии и других учреждениях, разрабатывавшие и претворявшие в жизнь указы от 19 февраля 1864 года об устройстве крестьян в царстве Польском;
- По особому представлению председателей Комиссий по крестьянским делам и удостоверению Учредительного комитета награждались отличившиеся состоящие при этих комиссиях чиновники, ревизор-землемеры, секретари комиссий;
- Также награждались[3][d 3] волостные старшины и их помощники, если успешно работали в течение шести лет, волостные писари, работавшие не менее двенадцати лет.

## Описание медалей
Медали изготовлены из золота или серебра. Диаметр 28 мм. Гурт гладкий. Медали не были круглыми: в верхней части они были увенчаны изображением императорской короны, к которому сзади крепилось ушко. Эта форма была уникальной, не встречающейся больше среди других наград Российской империи. На лицевой стороне медалей в центре изображены портреты Николая I и Александра II в профиль. Под портретами подпись медальера: «Р.Н.К.» — «резал Николай Козин». Слева по дуге вдоль бортика дата выхода указа, ослаблявшего крепостную зависимость в Царстве Польском: «26 мая/7 июня 1846 ГОДА». Внизу вдоль бортика по дуге дата выхода четырёх указов об устройстве крестьян в царстве Польском: «19 февраля/2 марта 1864 ГОДА». Даты приведены через дробь по юлианскому календарю, принятому в основной части Российской империи и по григорианскому, принятому в царстве Польском. На оборотной стороне медали горизонтально расположена надпись в семь строк:
ЗА
ТРУДЫ
ПО УСТРОЙСТВУ
КРЕСТЬЯНЪ
ВЪ
ЦАРСТВѢ
ПОЛЬСКОМЪ
Штемпеля медалей изготовили медальеры Николай Алексеевич Козин (аверс) и Иван Иоакимович Чукмасов (реверс). За период с февраля по июль 1866 года на Санкт-Петербургском монетном дворе было отчеканено 650 серебряных и 100 золотых медалей.
В Отделе нумизматики Государственного Эрмитажа хранится оригинал медали, выполненный в золоте.

## Порядок ношения
Медаль имела ушко для крепления к ленте. Носилась на груди, по другим данным — в петлице. Лента медали — Александровская (красного цвета), то есть лента ордена Святого Александра Невского.
16 августа 1898 года император Николай II подписал указ, согласно которому право на ношение этих медалей становилось наследственным — старшие прямые потомки награждённых, исключительно по мужской линии, получили право на ношение всех медалей, учреждённых в связи с проведением крестьянской реформы. В случае, если прямых наследников не оставалось, медаль должна была оставаться на хранении у иных потомков этих лиц. Распоряжение это было связано с открытием памятника Александру II. В отдельном указе уточнялось, что потомки награждённых должны были носить медали на груди, правее медали «В память царствования императора Александра III».

## Указы
1. 1 2 3  Полное собраніе законовъ Россійской Имперіи, собрание II. — СПб., 1866. — Т. 41/1. — С. 148—149. № 43 033
2. 1 2 3  Деммени М. Сборникъ указовъ по монетному и медальному делу въ Россіи 1649—1881. — СПб., 1887. — Т. 3. — С. 489—490.
3. ↑  Полное собраніе законовъ Россійской Имперіи, собрание II. — СПб., 1866. — Т. 41/1. — С. 157. № 43 034, § 31
4. ↑  Полное собраніе законовъ Россійской Имперіи, собрание III. — СПб., 1898. — Т. 18/1. — С. 871—872. № 15 893
5. ↑  Полное собраніе законовъ Россійской Имперіи, собрание III. — СПб., 1898. — Т. 18/1. — С. 872. № 15 894